# Свенсен, Дэвид
Дэвид Свенсен (англ. David Swensen, 26 января 1954 — 5 мая 2021) — генеральный директор по инвестициям (эндаумента) Йельского университета, профессор Йельской школы менеджмента, член Американской академии наук и искусств.

## Биография
В 1975 году окончил Университет Висконсина-Ривер-Фолс (бакалавр, магистр), в 1980 году окончил Йельский университет (доктор экономики). Тема докторской диссертации «Модель оценки корпоративных облигаций».
Шесть лет работал на Уолл-Стрит (три года в Lehman Brothers и три года в Salomon Brothers), где разрабатывал новые финансовые технологии инвестирования.
В 1985 году вернулся в Йель в качестве менеджера эндаумент университета и преподавателя Йельской школы менеджмента.
В 2009—2011 годах член Консультативного совета по экономическому восстановлению при Президенте США.

## Книги
- Нестандартный подход к институциональным инвестициям. Нью-Йорк. 2000.
- Нетрадиционный успех: фундаментальный подход к личным инвестициям. Нью-Йорк. 2005.